# منتخب ليبيريا تحت 20 سنة لكرة القدم
منتخب ليبيريا تحت 20 سنة لكرة القدم هو ممثل ليبيريا الرسمي في المنافسات الدولية في كرة القدم في فئة كرة قدم تحت 20 سنة للرجال
، يديريه اتحاد ليبيريا لكرة القدم.